# Hugo Riesenfeld
Hugo Riesenfeld (Vienna, 26 gennaio 1879 – Los Angeles, 10 settembre 1939) è stato un compositore austriaco naturalizzato statunitense autore di numerose colonne sonore cinematografiche e candidato nel 1938 all'Oscar alla migliore colonna sonora.

## Filmografia parziale
- Doug è uno scervellato (The Habit of Happiness), regia di Allan Dwan - musiche originali (1916)
- Il mistero della camera gialla (The Mystery of the Yellow Room), regia di Émile Chautard - musiche originali con il nome Dr. Hugo Riesenfeld (1919)
- Sahara, regia di Arthur Rosson - arrangiamenti (1919)
- Conrad in Quest of His Youth, regia di William C. de Mille(1920)
- Always Audacious, regia di James Cruze (1920)
- Triste presagio (Bella Donna), regia di George Fitzmaurice (1923)
- Il cigno (The Swan), regia di Dmitrij Buchoveckij (1925)
- Il castello degli spettri (The Cat and the Canary), regia di Paul Leni (1927)
- La capanna dello zio Tom (Uncle Tom's Cabin), regia di Harry A. Pollard (1927)
- Vigilia d'amore (Two Lovers), regia di Fred Niblo   (1928)
- La donna contesa (The Woman Disputed), regia di Henry King e Sam Taylor (1928)
- Cercasi avventura (Bulldog Drummond), regia di  F. Richard Jones e, associato, Leslie Pearce (1929)
- La valanga (Eternal Love), regia di Ernst Lubitsch (1929)
- Lucky Boy, regia di Norman Taurog e Charles C. Wilson (1929)
- Femmina (The Bad One), regia di George Fitzmaurice (1930)
- Notte romantica (One Romantic Night), regia di Paul L. Stein (1930)
- Raffles, l'Arsenio Lupin inglese (Raffles), regia di George Fitzmaurice e, non accreditato, Harry d'Abbadie d'Arrast - musiche di repertorio e direzione musicale, non accreditato (1930)
- Tabù (Tabu: A Story of the South Seas), regia di Friedrich Wilhelm Murnau (1931)
- The President Vanishes, regia di William A. Wellman (1934)
- Hearts in Bondage, regia di Lew Ayres (1936)
- Un'avventura hawaiiana (Hawaiian Buckaroo), regia di Ray Taylor (1938)
- Buona notte amore! (Make a Wish), regia di Kurt Neumann (1938)

## Premi Oscar Miglior Colonna Sonora

### Nomination
- Buona notte amore! (1938)